# Hilgenroth (Heidenrod)

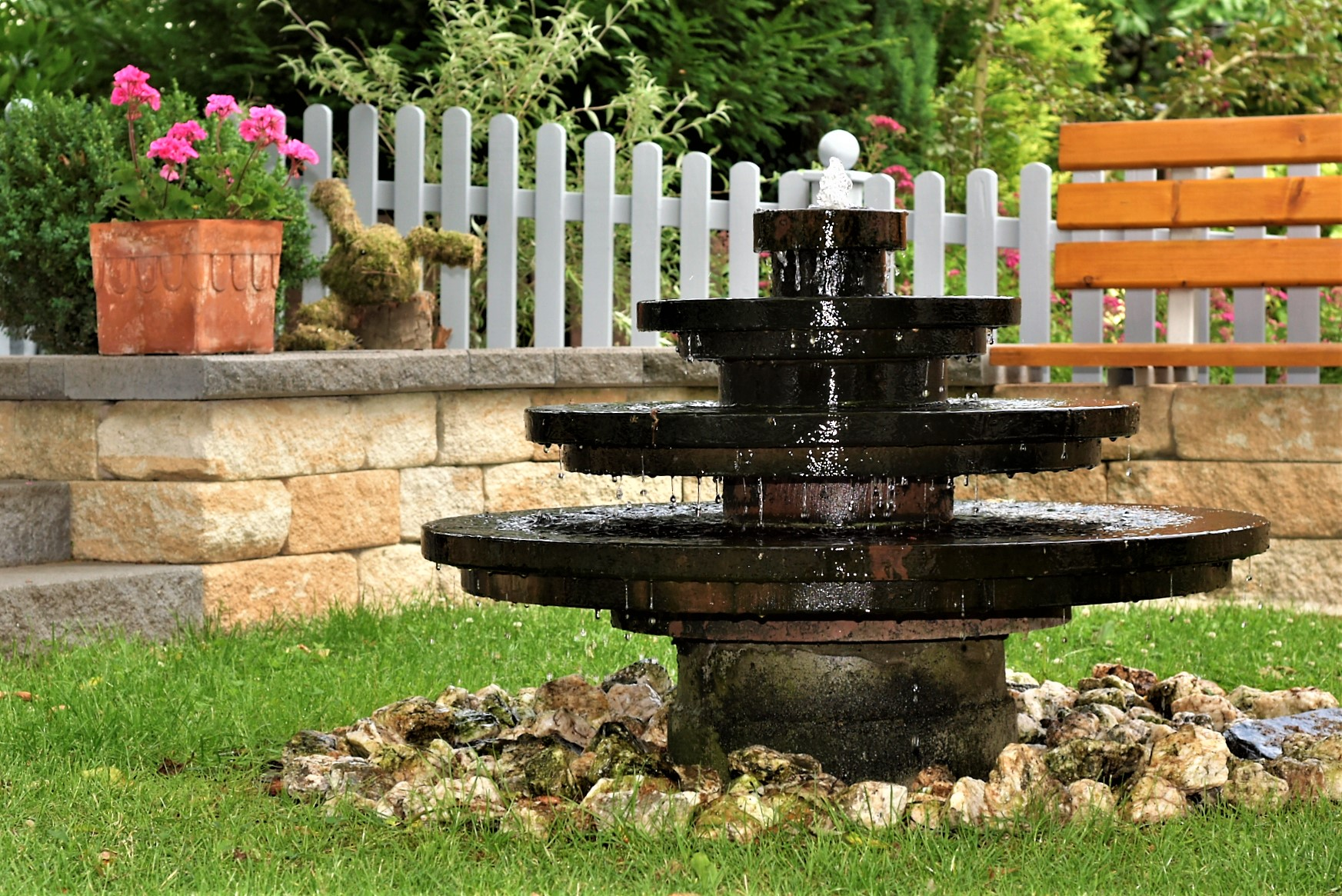
Neuer Brunnen von Hilgenroth

Hilgenroth ist mit ca. 140 Einwohnern einer der kleineren Ortsteile der Gemeinde Heidenrod im südhessischen Rheingau-Taunus-Kreis.

## Geschichte
Eine Ersterwähnung um 1200 von „Hildegerod“ ohne Angabe einer Quelle erfolgte bei Meinhard Sponheimer in dessen geschichtlichem Ortslexikon. Etwa 1260 kam es zur ersten schriftlichen Erwähnung von „Hildegerode“ in der Teilungsurkunde der Grafen Diether und Eberhard von Katzenelnbogen.
Am 1. Januar 1977 wurde im Zuge der Gebietsreform in Hessen die bis dahin selbständige Gemeinde Hilgenroth kraft Landesgesetz in die fünf Jahre vorher neu gebildete Gemeinde Heidenrod eingegliedert.  Für Hilgenroth wurde wie für alle anderen Ortsteile ein Ortsbezirk mit Ortsbeirat und Ortsvorsteher eingerichtet.
Die Dorfgemeinschaft wird durch Die Gollemmer – Freunde Hilgenroths e. V gefördert. Im und am „Alten Rathaus“ trifft man sich regelmäßig zu Frühschoppen und Straßenfesten.